# Selwyn Maister
Selwyn Gerald Maister (né le 24 mai 1946 à Christchurch) est un joueur de hockey sur gazon néo-zélandais. Il participe aux Jeux olympiques d'été de 1976 et remporte la médaille d'or de la compétition. Il est le frère de Barry Maister.

## Palmarès

### Jeux olympiques
- Jeux olympiques de 1976 à Montréal,  Canada
  -  Médaille d'or.